# Organización Editorial Mexicana
L’Organización Editorial Mexicana, ou OEM, est le plus grand groupe de presse écrite du Mexique et d'Amérique latine. Fondé par Mario Vázquez Raña en 1976, il comprend 70 quotidiens, 24 stations de radio, 1 chaîne de télévision, 43 sites internet et un satellite.

## Le groupe
OEM possède entre autres les journaux El Sol de Mexico, ESTO et La Prensa. Ce dernier est le plus lu de Mexico avec 450 000 lecteurs par jour, et son site internet est l’un des plus visités du pays. Les publications additionnées de ces trois titres avoisinent les 800 000 exemplaires quotidiens. L’ensemble des publications du groupe dépasse les 2 millions d’exemplaires, touchant environ 11 millions de lecteurs.